# ألوسيو دوس سانتوس غونسالفيس
ألوسيو دوس سانتوس غونسالفيس (بالبرتغالية: Aloísio dos Santos Gonçalves‏) (بالصينية: 阿洛伊西奥·多斯桑托斯·贡萨尔维斯) هو لاعب كرة قدم برازيلي وصيني في مركز الهجوم، ولد في 10 يونيو 1988 في Araranguá ‏ في البرازيل. لعب مع شاندونغ لونينغ وغريميو بورتو أليغرينزي ونادي تومبينس ونادي ساو باولو ونادي شابيكوينسي ونادي فيغورينسي ونادي كاشياس دو سول ونادي كياسو.

## وصلات خارجية
- ألوسيو دوس سانتوس غونسالفيس على موقع قاعدة بيانات كرة القدم.إي يو (الإنجليزية)
- ألوسيو دوس سانتوس غونسالفيس على موقع Soccerway.com (الإنجليزية)
- ألوسيو دوس سانتوس غونسالفيس على موقع عالم كرة القدم.نت (الإنجليزية)